# Panda Bear
Noah Benjamin Lennox, mer känd under artistnamnet Panda Bear, född 17 juli 1978 i Baltimore, Maryland, är en av grundarna och medlemmarna i den amerikanska experimentella musikgruppen Animal Collective. Han är även soloartist med egen skivutgivning och medlem i Jane.
Hans tredje studioalbum, Person Pitch, blev hyllat av musikkritiker och har beskrivits som väldigt inflytelserikt för indiemusiken.

## Diskografi

### Studioalbum som soloartist
- 1998 – Panda Bear
- 2004 – Young Prayer
- 2007 – Person Pitch
- 2011 – Tomboy
- 2015 – Panda Bear Meets the Grim Reaper
- 2019 – Buoys
- 2022 – Reset (tillsammans med Sonic Boom)
- 2025 – Sinister Grift

### EP-skivor som soloartist
- 2014 – Mr Noah
- 2015 – Crosswords
- 2018 – A Day With the Homies

### Studioalbum med Animal Collective
- 2000 – Spirit They're Gone, Spirit They've Vanished
- 2001 – Danse Manatee
- 2003 – Campfire Songs
- 2003 – Here Comes the Indian
- 2004 – Sung Tongs
- 2005 – Feels
- 2007 – Strawberry Jam
- 2009 – Merriweather Post Pavilion
- 2012 – Centipede Hz
- 2016 – Painting With
- 2022 – Time Skiffs
- 2023 – Isn't It Now?

### Studioalbum med Jane
- 2002 – Paradise
- 2002 – COcOnuts
- 2005 – Berserker